# Královny popu v Opeře
Královny popu v Opeře je první ze série hudebních alb se záznamem výročního benefičního galakoncertu tzv. „Královen popu“, pořádaných od roku 2000.

## Seznam skladeb
| Pořadí         | Název                                                                 | Autor                                                          | Interpret                                    | Délka |
| -------------- | --------------------------------------------------------------------- | -------------------------------------------------------------- | -------------------------------------------- | ----- |
| 1.             | Já se vrátím („Sbor Židů“ z opery Nabucco)                            | G. Verdi / E. Pergner – P. Vrba                                | Bartošová                                    | 4:29  |
| 2.             | K zoufání tě prosím („Hopelessly Devoted to You“) (z muzikálu Pomáda) | J. Jacobs – W. Casey / J. Jacobs – W. Casey – E. Krečmar       | Bartošová                                    | 3:17  |
| 3.             | Léto                                                                  | F. Janeček / E. Pergner                                        | Bartošová                                    | 3:44  |
| 4.             | Zavři oči, když se červenám                                           | I. Csáková – V. Kočandrle / V. Kočandrle                       | Csáková                                      | 2:20  |
| 5.             | Amsterdam                                                             | R. Štefl                                                       | Csáková                                      | 4:21  |
| 6.             | Oh, Darling                                                           | J. Lennon – P. McCartney                                       | Csáková • Březinová                          | 4:00  |
| 7.             | Snad za to může láska                                                 | V. Kočandrle                                                   | Březinová                                    | 4:45  |
| 8.             | Nebe to ví (z muzikálu Johanka z Arku)                                | O. Soukup / G. Osvaldová                                       | Basiková                                     | 4:16  |
| 9.             | Oh Baby, Baby                                                         | B. Ondráček / J. Schneider                                     | Basiková • Csáková                           | 4:26  |
| 10.            | Veni Domine                                                           | P. Vaculík – D. Hádl / M. Lázňovská                            | Basiková • Bartošová                         | 3:36  |
| 11.            | Dvě malá křídla tu nejsou („Killing Me Softly with His Song“)         | C. Fox / N. Gimbel – Z. Borovec                                | Vondráčková                                  | 6:52  |
| 12.            | Já půjdu dál („I Will Survive“)                                       | F. Perren – D. Fekaris / F. Perren – D. Fekaris – H. Sorrosová | Vondráčková                                  | 4:49  |
| 13.            | Kam zmizel ten starý song („What Have They Done to My Song, Ma“)      | M. Safka / M. Safka – Z. Borovec                               | Vondráčková                                  | 4:05  |
| 14.            | Mám toho dost („No More Tears (Enough Is Enough)“)                    | B. Roberts – P. Jabara / B. Roberts – P. Jabara – H. Sorrosová | Vondráčková • Basiková                       | 5:11  |
| 15.            | Proč mě nikdo nemá rád („I Say a Little Prayer“)                      | B. Bacharach / H. David – Z. Borovec                           | Vondráčková • Bartošová • Basiková • Csáková | 4:01  |
| Celková délka: | Celková délka:                                                        | Celková délka:                                                 | Celková délka:                               | 64:12 |

## Obsazení
Zpěv
- Sólo – Iveta Bartošová (1-3, 10, 15) • Bára Basiková (8-10, 14-15) • Marcela Březinová (6, 7) • Ilona Csáková (4-6, 9, 15) • Helena Vondráčková (11-15)

| Instrumentální doprovod a nástroje - Skupina Petra Maláska - Orchestr a sbor řídí Martin Kumžák (Pozn. Údaje převzaté z oficiálního bookletu hudebního nosiče.) | Produkce a výroba - Produkce – Janis Sidovský / Celebrity service - Aranžmá – Kumžák • Malásek - Zvukaři – Marek Benešovský • Craig Pyran / Státní opera Praha - Foto – Martin Hykl - Grafika – Lukáš Doležel - Design – Martin Zhouf |